# Asyncritula brevis
Asyncritula brevis är en tvåvingeart som beskrevs av James 1978. Asyncritula brevis ingår i släktet Asyncritula och familjen vapenflugor. Inga underarter finns listade i Catalogue of Life.